# Kotlina Orawicka

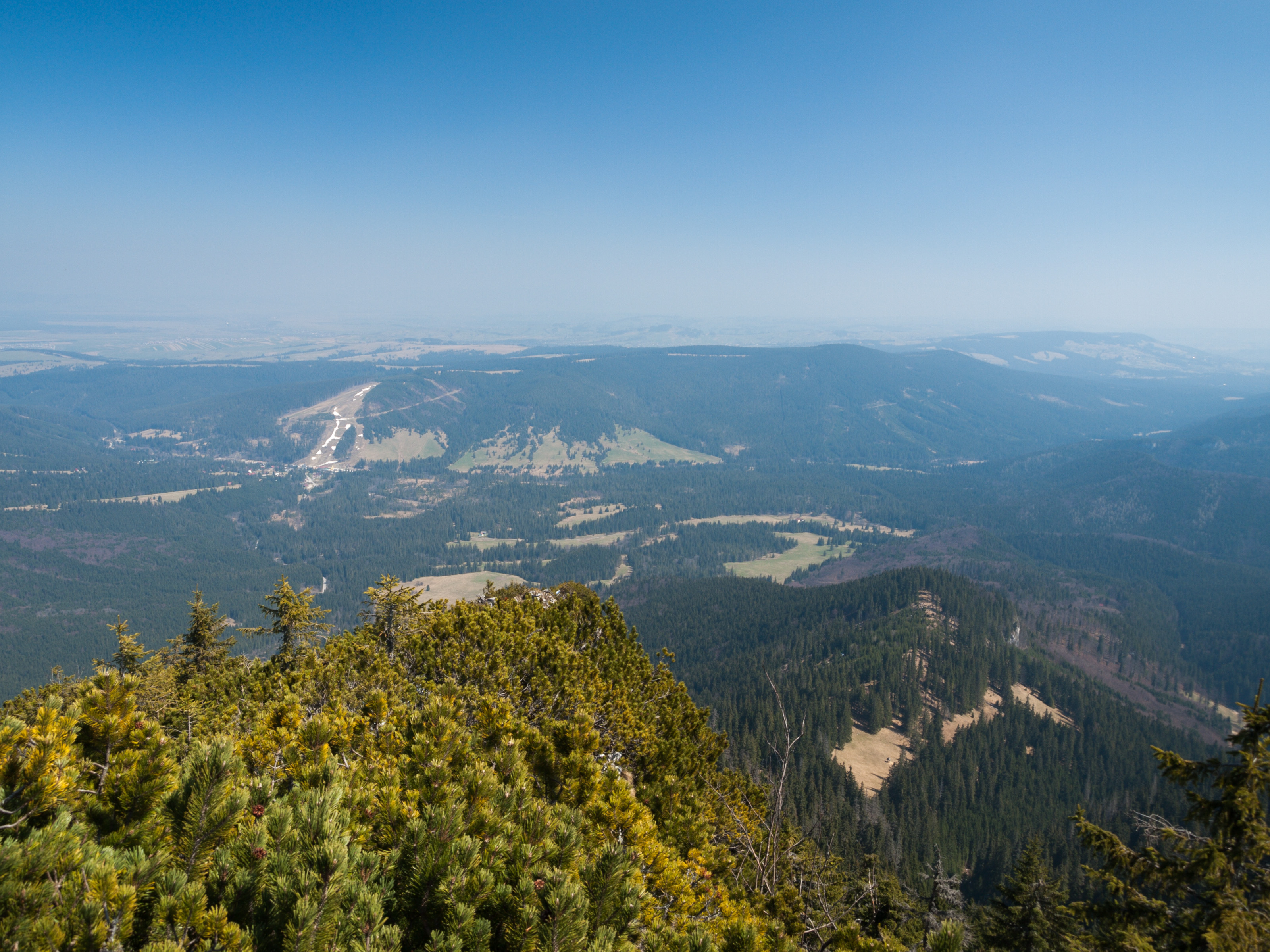
Widok na Kotlinę Orawicką z masywu Osobitej

Kotlina Orawicka (słow. Oravická kotlina) – kotlina na Słowacji znajdująca się w Rowie Podtatrzańskim, a dokładniej w jego części zwanej Rowem Orawickim. Znajduje się w niej miejscowość Orawice. W Kotlinie Orawickiej mają swoje ujście 3 doliny: Dolina Mihulcza, Dolina Bobrowiecka Orawska i Dolina Cicha Orawska oraz zaczyna się w niej Dolina Orawicka. Tutaj też ma swój początek rzeka Orawica, powstająca na granicy Kotliny Orawickiej i Doliny Cichej.
Dno kotliny znajduje się na wysokości ok. 790 m n.p.m., a kotlinę otaczają Tatry Zachodnie, Skoruszyńskie Wierchy i Orawicko-Witowskie Wierchy. Część kotliny, znajdująca się w widłach Orawicy, Bystrej i Mihulczego Potoku włączona została w obszar TANAP-u. Jest to rozległe i płaskie dnie kotliny, na którym znajdują się duże łąki i kilka polan (Dunajowa Polana, Szatanowa Polana, Betlejemka, Waniczka). Są one cały czas użytkowane, również po włączeniu ich w obszar parku narodowego. Zabudowanie i infrastruktura osady Orawica zajmują tylko nieduży skrawek Kotliny Orawickiej.

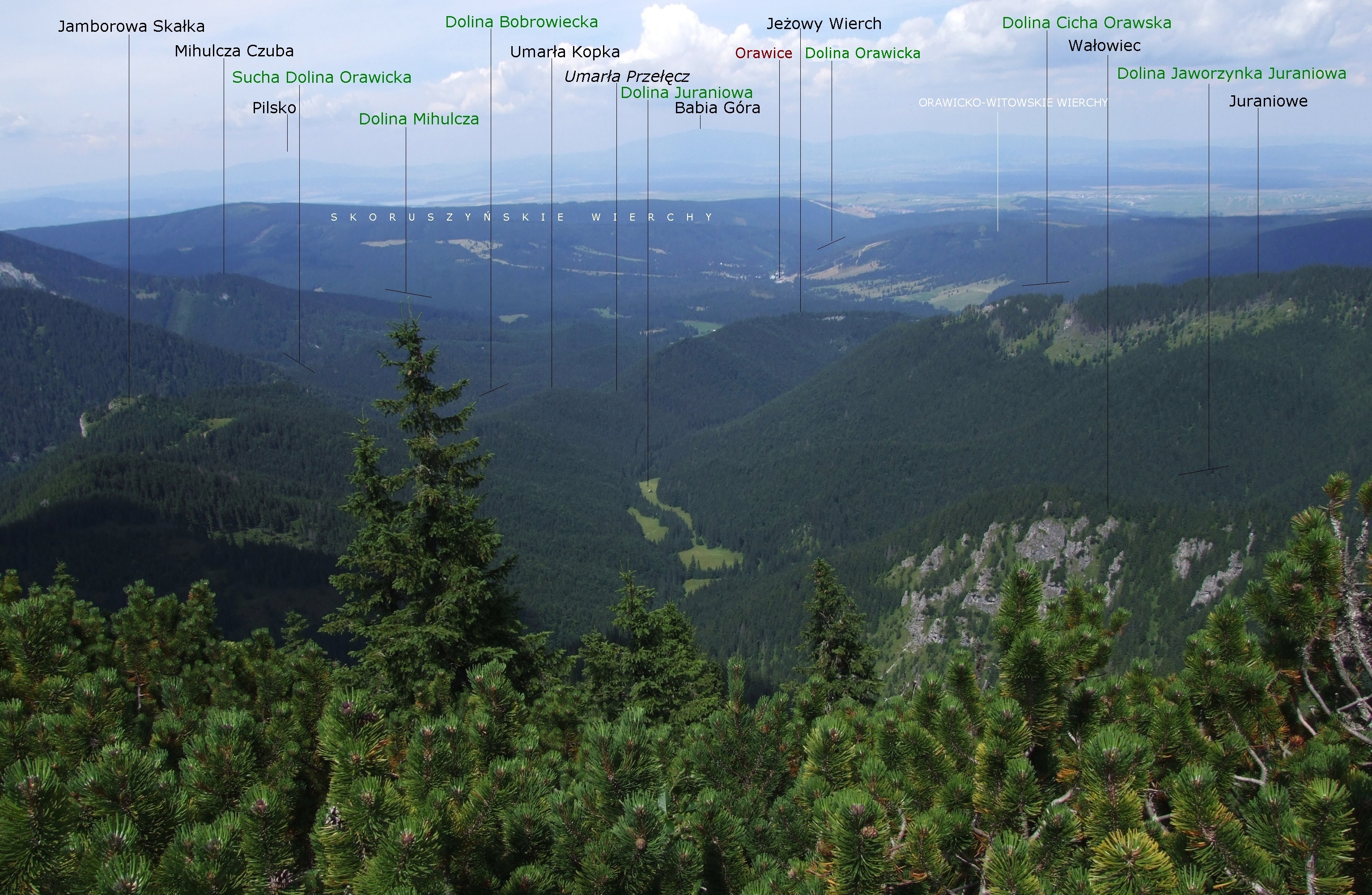
Widok z Tatr na Kotlinę Orawicką z Bobrowca